# شلوار دبیت
شلوار دَبیت شلواری مشکی رنگ است که مردانِ بختیاری به پا می‌کنند.

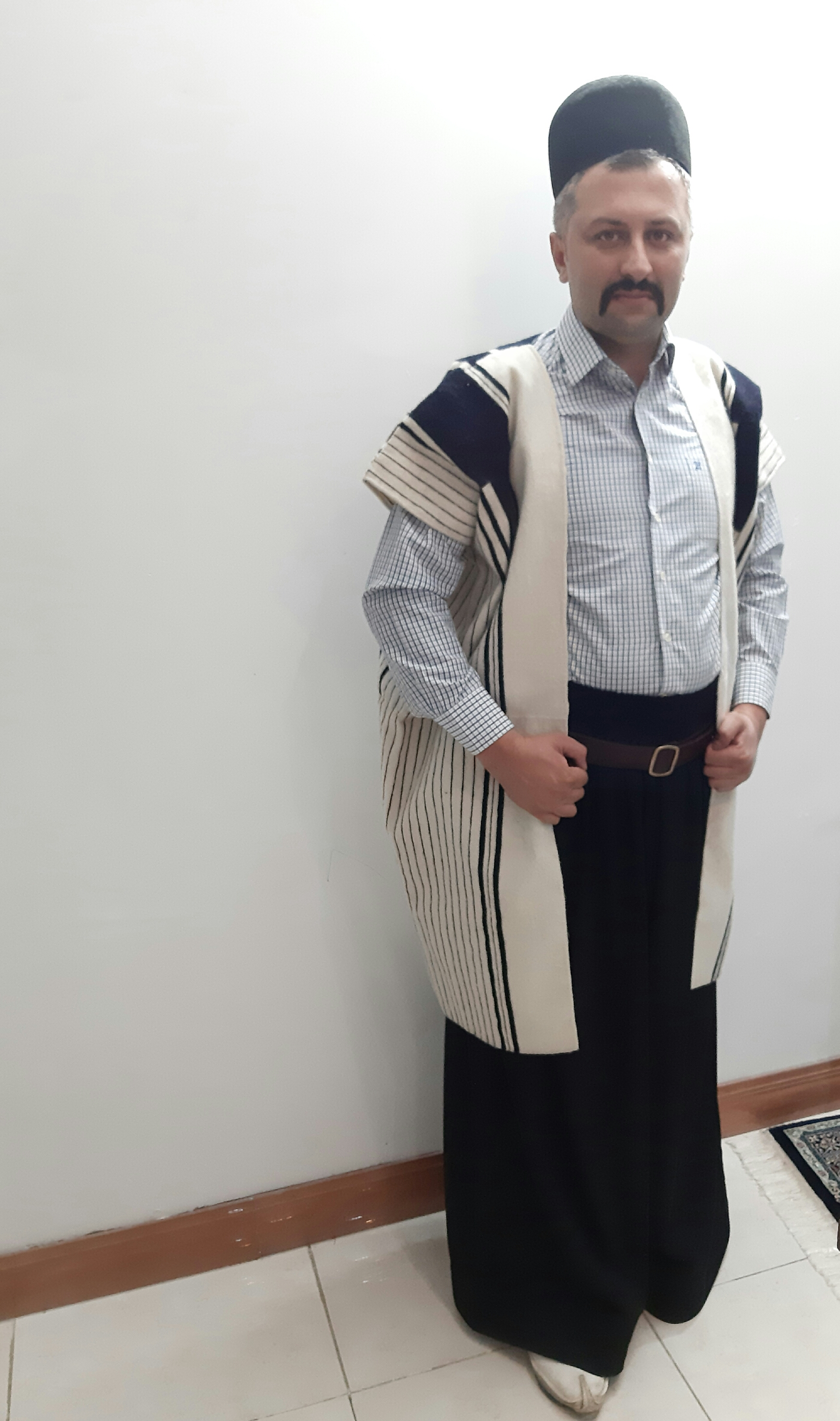
پوشش سنتی مرد بختیاری

## ویژگی‌ها
خصوصیت بارز و متمایزکننده این شلوار دمپای بسیار گشاد آن است به طوریکه جلوه ویژه‌ای به این لباس می‌دهد؛ عرض دمپای این شلوار معمولاً بالای پنجاه سانتی‌متر است.
پوشیدن شلوار دبیت با کت نیز مرسوم است. معمولاً اگر شلوار دبیت را با کت بپوشند، یک دوال چرمی که پهنای بالای هفت سانتی‌متر و چفت رزه‌ای را محکم به کمر شلوار می‌بندند و اگر شلوار دبیت را همراه چوقا به تن کنند، دوالی چرمی با پهنای کم بر روی کمر شلوار آویزان می‌کنند. بختیاری‌ها در انتخاب دوال حساسیت خاصی دارند، از دوالی چرمی معروف به چرم بلغار بسیار تعریف می‌کنند و این چرم را بسیار می‌پسندند. شلوار دبیت یک جیب بیشتر ندارد. این جیب در سمت راست قرار می‌گیرد و با یک زیپ یا چند چفت بسته می‌شود.